# هيديو أونو
هيديو أونو (باليابانية: 大野英男؛ بالكانا: おおの ひでお) هو فيزيائي ياباني، ولد في 18 ديسمبر 1954 في طوكيو في اليابان.